# Дік Гефардт
Річард Ендрю «Дік» Гефардт (англ. Richard Andrew «Dick» Gephardt; нар. 31 січня 1941, Сент-Луїс, Міссурі) — американський політик-демократ. З 1977 по 2005 рік він був членом Палати представників, лідер більшості з 1989 по 1995 і лідер меншості з 1995 по 2003. Кандидат на президентських виборах у 1988 і 2004 роках, не виграти номінацію своєї партії під час праймеріз.
У 1962 році він отримав ступінь бакалавра у Північно-Західному університеті, а у 1965 — ступінь доктора права у Школі права Університету Мічигану. Гефардт вів адвокатську практику, з 1965 по 1971 служив у ВПС Національної гвардії штату Міссурі.
Його політична кар'єра почалася на місцевому рівні в його рідному місті Сент-Луїсі. З 1968 по 1971 Гефардт був членом комітету, а з 1971 по 1976 — членом міської ради (олдерменом).
У 2005 році він закінчив свою політичну кар'єру і заснував консалтингову фірму Gephardt Group, де він є президентом і генеральним директором.